# Piz Turettas
Le Piz Turettas est un sommet du massif de l'Ortles (Alpes rhétiques) en Suisse. Il culmine à 2 957 mètres d'altitude.